# 1980 في بلجيكا
فيما يلي قوائم الأحداث التي وقعت خلال عام 1980 في بلجيكا.

## رياضة
- 4 مايو – جائزة بلجيكا الكبرى 1980 الفائز ديدييه بيروني.

## مواليد

### يناير
- 2 يناير – كريستوف بيغين لاعب كرة سلة بلجيكي.
- 6 يناير – ستيد مالبرانك لاعب كرة قدم فرنسي.

### أبريل
- 28 أبريل – برادلي ويغينز

### مايو
- 5 مايو – نيك نوينس درّاج طريق بلجيكي.
- 21 مايو – غوتييه

### يونيو
- 9 يونيو – بشير بومعزة

### يوليو
- 19 يوليو – اكزافييه ماليسه لاعب كرة مضرب بلجيكي.
- 22 يوليو – كيت ريان مغنية بلجيكية.

### سبتمبر
- 30 سبتمبر – جيرت ستيجماس درّاج طريق بلجيكي.

### أكتوبر
- 15 أكتوبر – توم بونن درّاج طريق بلجيكي.
- 30 أكتوبر – مراد زكندي ممثل بلجيكي.

### نوفمبر
- 18 نوفمبر – فرانسوا دوفال سائق رالي بلجيكي.

## وفيات

### يناير
- 3 يناير – لوسيان بويس (مواليد 1892) درّاج طريق بلجيكي.

### أبريل
- 20 أبريل – فيليكس فيلكينهاوسين (مواليد 1908) لاعب كرة قدم بلجيكي.

### سبتمبر
- 1 سبتمبر – جاك كومانس (مواليد 1888) درّاج طريق بلجيكي.